# Lipton Championships 1999
Lipton Championships 1999 — тенісний турнір, що проходив на відкритих кортах з твердим покриттям. Це був 15-й турнір Мастерс Маямі. Належав до серії Super 9 в рамках Туру ATP 1999, а також до серії Tier I в рамках Туру WTA 1999. І чоловічий і жіночий турніри відбулись у Tennis Center at Crandon Park у Кі-Біскейні (США) з 15 до 29 березня 1999 року.

## Учасниці

### Сіяні учасниці
| Країна     | Гравчиня                | Рейтинг | Сіяна |
| ---------- | ----------------------- | ------- | ----- |
| Швейцарія  | Мартіна Хінгіс          | 1       | 1     |
| США        | Ліндсі Девенпорт        | 2       | 2     |
| США        | Моніка Селеш            | 3       | 3     |
| Чехія      | Яна Новотна             | 4       | 4     |
| Іспанія    | Аранча Санчес Вікаріо   | 5       | 5     |
| США        | Вінус Вільямс           | 6       | 6     |
| Німеччина  | Штеффі Граф             | 7       | 7     |
| Франція    | Марі П'єрс              | 8       | 8     |
| ПАР        | Аманда Кетцер           | 9       | 9     |
| Франція    | Наталі Тозья            | 10      | 10    |
| Франція    | Сандрін Тестю           | 11      | 11    |
| Швейцарія  | Патті Шнідер            | 12      | 12    |
| Росія      | Анна Курнікова          | 13      | 13    |
| Франція    | Амелі Моресмо           | 14      | 14    |
| Румунія    | Іріна Спирля            | 15      | 15    |
| США        | Серена Вільямс          | 16      | 16    |
| Бельгія    | Домінік Ван Рост        | 17      | 17    |
| Іспанія    | Кончіта Мартінес        | 18      | 18    |
| Білорусь   | Наташа Звєрєва          | 19      | 19    |
| Австрія    | Барбара Шетт            | 20      | 20    |
| Франція    | Жюлі Алар-Декюжі        | 21      | 21    |
| Італія     | Сільвія Фаріна          | 22      | 22    |
| Росія      | Олена Лиховцева         | 23      | 23    |
| США        | Чанда Рубін             | 24      | 24    |
| Іспанія    | Магі Серна              | 25      | 25    |
| Словаччина | Генрієта Надьова        | 26      | 26    |
| Німеччина  | Анке Губер              | 29      | 27    |
| Іспанія    | Вірхінія Руано Паскуаль | 30      | 28    |
| Зімбабве   | Кара Блек               | 31      | 29    |
| Хорватія   | Іва Майолі              | 32      | 30    |
| Франція    | Наталі Деші             | 33      | 31    |
| США        | Емі Фрейзер             | 34      | 32    |

### Інші учасниці
Нижче подано учасниць, що отримали вайлд-кард на вихід в основну сітку:
- Джекі Трейл
- Саманта Рівз
- Лорі Макніл
- Мелісса Міддлтон
- Маріам Рамон Клімент
- Лілія Остерло
- Машона Вашінгтон
- Дженніфер Капріаті

Нижче наведено учасниць, що отримали вайлдкард на участь в основній сітці в парному розряді:
- Тара Снайдер /  Машона Вашінгтон
- Дженніфер Капріаті /  Іва Майолі

Нижче наведено учасниць, що пробились в основну сітку через стадію кваліфікації в одиночному розряді:
- Адріана Серра-Дзанетті
- Марлен Вайнгартнер
- Тіна Писник
- Алісія Молік
- Джанет Лі
- Мейлен Ту
- Яна Кандарр
- Сандра Клейнова

Як щасливий лузер в основну сітку потрапили такі гравчині:
- Хрістіна Пападакі

Нижче наведено учасниць, що пробились в основну сітку через стадію кваліфікації в парному розряді:
- Ванесса Менга /  Елена Вагнер

## Переможці та фіналісти

### Одиночний розряд, чоловіки
Ріхард Крайчек —  Себастьян Грожан, 4–6, 6–1, 6–2, 7–5
- Для Крайчека це був 2-й титул за сезон і 20-й - за кар'єру.

### Одиночний розряд, жінки
Вінус Вільямс —  Серена Вільямс, 6–1, 4–6, 6–4
- Для Вільямс це був 3-й титул за сезон і 10-й — за кар'єру.

### Парний розряд, чоловіки
Вейн Блек /  Сендон Столл —  Борис Бекер /  Ян-Майкл Гембілл, 6–1, 6–1

### Парний розряд, жінки
Мартіна Хінгіс /  Яна Новотна —  Мері Джо Фернандес /  Моніка Селеш, 0–6, 6–4, 7–6(7–1)